# Escuadrón Aéreo n.º 1 de la Fuerza Aérea Uruguaya
El Escuadrón Aéreo N.° 1 (Ataque) es una unidad de vuelo inactiva de la Fuerza Aérea Uruguaya que integró la Brigada Aérea II y tuvo como asiento la Base Aérea Tte. 2.º Mario W. Parallada de Santa Bernardina, Durazno. Al momento de su desactivación el 17 de marzo de 2017, y equipado con aeronaves de ataque al suelo FMA IA-58A Pucará, formó un total de 46 pilotos militares y voló 23 000 horas, entre 1981 y 2017.

## Misión
De acuerdo a la misión que había sido establecida por la Brigada Aérea II, y con base a la naturaleza de los medios que el escuadrón tuvo asignados, el mismo había sido encomendado para llevar a cabo misiones de ataque al suelo, apoyo aéreo cercano en conjunto con unidades del Ejército Nacional, y vuelos de reconocimiento o patrullaje, además de mantener entrenadas a sus tripulaciones.
A lo largo de la historia operacional de sus últimas aeronaves, FMA IA-58A Pucará, el escuadrón formó un total de 46 pilotos militares, alcanzando un total de 23 000 horas de vuelo, entre 1981 y 2017.

## Linaje

### Denominación
- Constituido como Grupo de Aviación N.º 1 (Reconocimiento Táctico) el 5 de agosto de 1955.
- Redesignado como Grupo de Aviación N.º 1 (Instrucción y Entrenamiento) el 4 de marzo de 1969.
- Redesignado como Grupo de Aviación N.º 1 (Ataque) el 22 de diciembre de 1981.
- Redesignado como Escuadrón Aéreo N.º 1 (Ataque) el 27 de abril de 1994.

### Acuartelamiento
- Base Aeronáutica N.º 1 (1958 – 1960)
- Aeródromo Militar "Tte. 2° Mario W. Parallada"
- Base Aérea "Tte. 2° Mario W. Parallada" (1994 – 2017)

### Dependencia
- Aeródromo Militar "Tte. 2° Mario W. Parallada" (1958 – 1960)
- Brigada Aérea II (1978 – 2017)
  - Regimiento Táctico N.º 2 (1977 – 1994)

### Aeronaves
- North American F-51D-20-NA Mustang (1958 – 1960)[3]
- Beechcraft T-34A/B Mentor (1980 – 1982)[4]
- North American T-6 Texan (1958 – 1960, 1980 – 1993)[4]
- FMA IA-58A Pucará (1981 – 2017)[5]